# 聖体賛美式
聖体賛美式（聖体降福式、ベネディクションとも）とは、顕示された聖体を礼拝するカトリック教会での儀式。

## 概要
1264年に独立した典礼式として、聖体の祝日の晩課の最後に顕示された聖体を祝福するという慣習を儀式としたもので、顕示台を使う荘厳賛美式と、聖体の納められた聖体器を使う簡易賛美式の二種類があり、主要な祝祭日等に執り行われている。。